# خوزه میگوئل نوگورا
خوزه میگوئل نوگورا (انگلیسی: José Miguel Noguera; ۳ آوریل ۱۹۱۳ – ۲۹ اکتبر ۱۹۵۴) بازیکن فوتبال اهل آرژانتین بود.
از باشگاه‌هایی که در آن بازی کرده‌است می‌توان به باشگاه فوتبال ولز سارسفیلد، باشگاه فوتبال مونتری، و باشگاه ورزشی سن لورنسو آلماگرو اشاره کرد.